# Hans Wechtlin

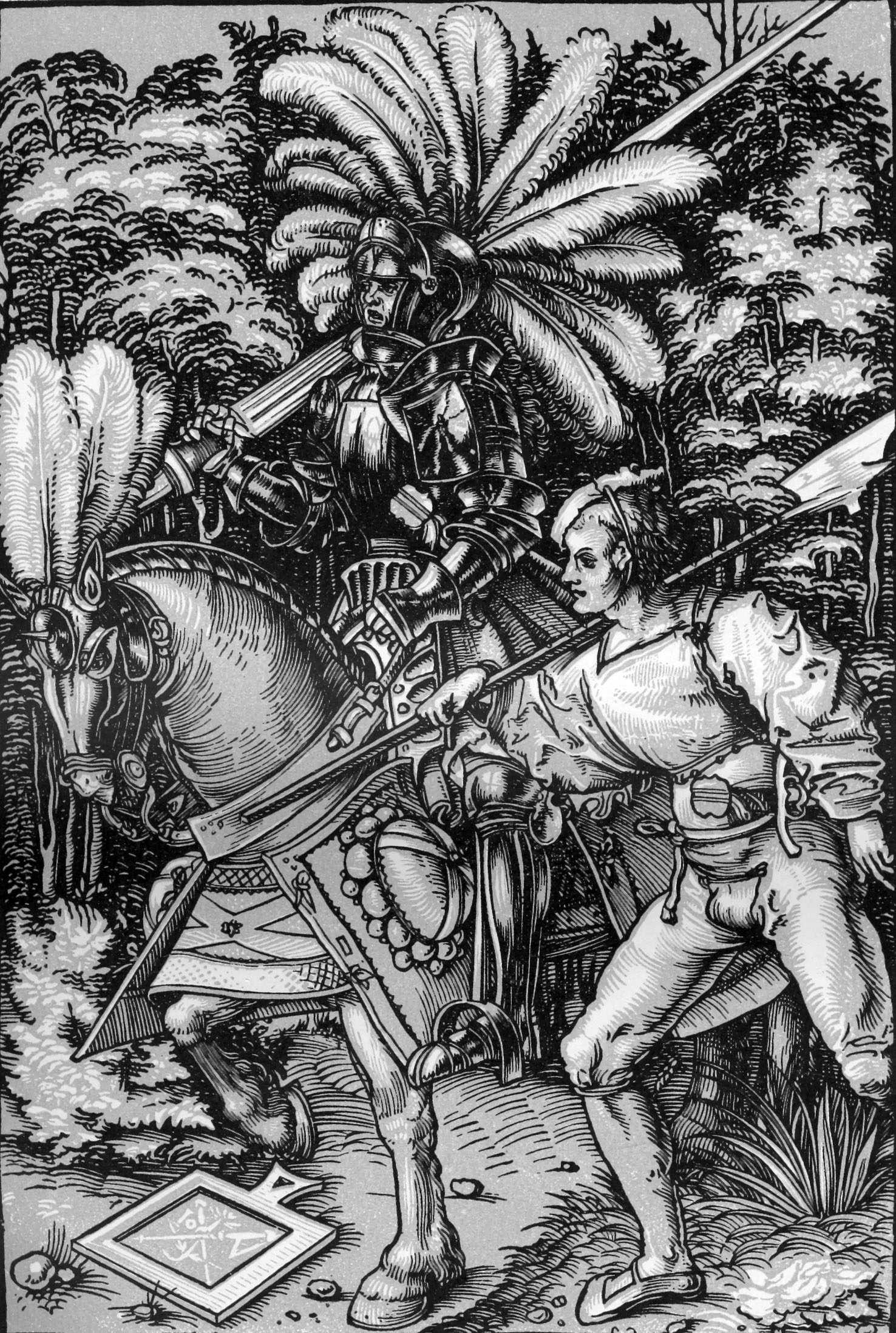
Le Chevalier et le hallebardier, Gravure sur bois, reproduite en noir et blanc, 26,8 x 18 cm.

Johann, Johannes ou Hans Wechtlin (ou Veuchtelin, Wächtlin, or Wechtle), est un artiste de la Renaissance allemande, actif entre au moins 1502 et 1526, dont les gravures sur bois sont sa seule œuvre conservée avec certitude. Il est l'artiste le plus prolifique de gravures sur bois allemandes en clair-obscur, imprimées en deux couleurs ou plus, pendant leur période à la mode, bien qu'il ait principalement produit des illustrations de livres.

## Biographie
Hans Wechtlin est né vers 1480-1485, vraisemblablement à Strasbourg. Il réside en Allemagne puis en France, où son père, également appelé Hans Wechtlin, est marchand de draps. La plupart de ses œuvres identifiées sont des illustrations de livres gravées sur bois ; les premières, des scènes de la Vie du Christ, sont extraites d'un livre strasbourgeois de 1502, et la dernière est une page de titre strasbourgeoise de 1526.
En 1505, il entame une année de travail comme peintre auprès du duc René II de Lorraine à Nancy. Après avoir quitté Nancy, il est à Wittemberg en 1506-1507, où il a dû rencontrer le peintre de la cour, Lucas Cranach l'Ancien. Il devient citoyen de Strasbourg en 1514 et, en 1519, il y est maître de la guilde de Saint-Luc.

## Gravures sur bois
Hans Wechtlin a laissé dix-neuf gravures sur bois à feuille unique, des estampes de vieux maître, apparemment réalisées dans la période 1505-1515, dont douze gravures sur bois en clair-obscur, qui sont toutes extrêmement rares. Leur datation a été beaucoup discutée par les historiens de l'art, dans le cadre de la question très complexe du développement de la gravure sur bois en clair-obscur allemand. Bartrum les attribue « vers la fin » du XVIe siècle. Aucune peinture survivante ne lui est attribuée, bien que quelques dessins l'aient été provisoirement.
Comme pour la plupart des artistes de la gravure sur bois, les historiens de l'art considèrent maintenant que Wechtlin a probablement conçut les gravures sur bois, laissant la coupe des blocs à un spécialiste, le formschneider, qui transfère le dessin sur le bois et cisèle les zones blanches. La qualité des gravures sur bois finales, qui varie considérablement, dépend autant de l'habileté du tailleur que de celle de l'artiste.

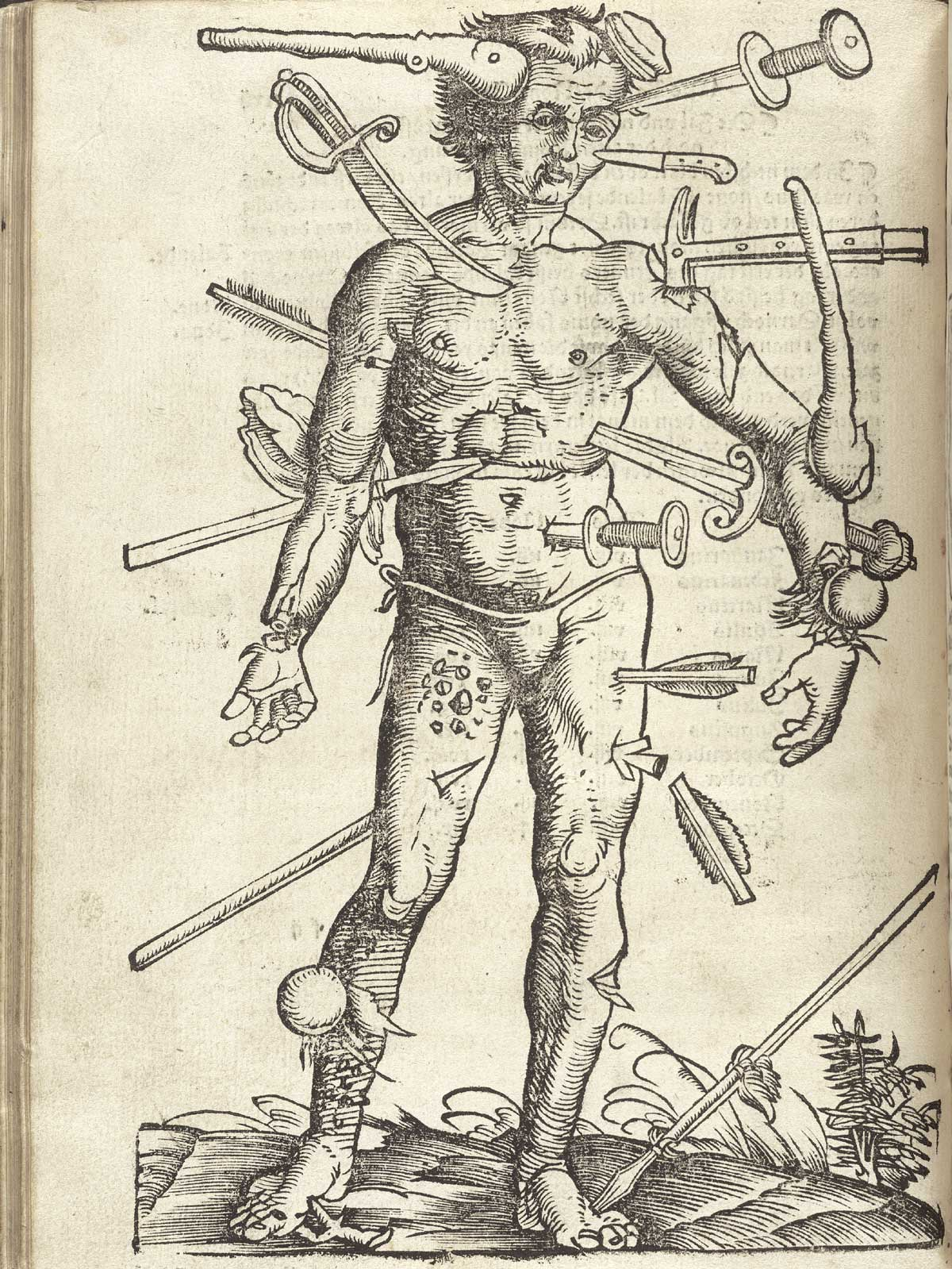
Illustration pour le Feldtbuch der Wundartzney (1517, 1ère éd.), un manuel pour chirurgien militaire.

Son estampe la plus connue est le Crâne dans un cadre ornemental, « de loin sa plus impressionnante » et « l'une des plus puissantes [images] de la Renaissance allemande », qui est la seule pour laquelle il existe des preuves de datation, ayant été copiée dans un livre de 1512,. Quatre de ses gravures en clair-obscur sont quelque peu ostensiblement classiques, deux sur les sujets très obscurs, Alcon terrassant le serpent et Pyrgotèle (un célèbre sculpteur de pierres précieuses de la Grèce antique), ainsi que les plus connues, Pyrame et Thisbé et Orphée. Elles témoignent d'une influence italianisante, notamment des gravures de Marcantonio Raimondi, à qui sont directement empruntées les figures de Pyrame et de Thisbé. Sa technique de gravure sur bois est basée sur celle d'Albrecht Dürer, comme pour sa Vierge sur un banc, bien que ses arrière-plans boisés doivent davantage à Lucas Cranach l'Ancien.
Le Chevalier et le hallebardier est dans l'esprit chevaleresque influencé par Maximilien Ier (empereur du Saint-Empire) et ses appels à la croisade : le style d'armure que porte le chevalier est souvent appelé « armure maximilienne ». D'autres gravures sur bois en clair-obscur sont des portraits équestres de figures chevaleresques similaires, un portrait de Maximilien par Hans Burgkmair et des versions de Saint George et du Dragon ressemblent beaucoup à l'Empereur, à la fois par Cranach et Burgkmair,.
Les douze estampes de Wechtlin constituent la plus grande contribution individuelle au corpus d'une soixantaine de gravures sur bois allemandes en clair-obscur du début du XVIe siècle - la technique a probablement été inventée par Burgkmair en 1508,. Contrairement aux couleurs souvent franchement criardes de Burgkmair, les gravures sur bois en couleur de Wechtlin n'utilisent que deux blocs et des couleurs douces. Dans les impressions de Cleveland et de Cincinnati du Chevalier et le hallebardier, figurent des blocs de lignes noires et un bloc de ton « bleu grisâtre » ; d'autres blocs de ton sont décrits comme « bleu-gris » (Orphée et le Crâne) et « gris-vert » (Pyrame et Thisbé).

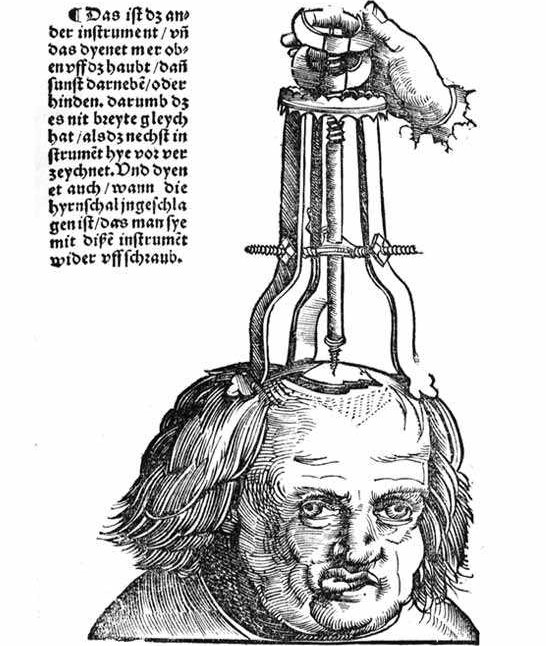
Autre illustration du Feldtbuch der Wundartzney.

Son monogramme, utilisé uniquement sur onze de ses estampes en clair-obscur, consiste dans sa forme la plus complète de ses initiales « Io V » entre deux bâtons de pèlerin croisés en diagonale, avec une fleur au centre, sur un cartellino ou une plaque, un style copié d'Albrecht Dürer. Ses estampes, reconnues comme un ensemble, sont restées non attribuées à un artiste documenté jusqu'en 1851, date à laquelle son nom sur la page de titre d'un livre qu'il a illustré est associé au monogramme et aux quelques sources documentaires ; il était connu sous le nom inventé « Johann Ulrich Pilgrim »" jusqu’à cette date. Un monogramme similaire a été utilisé par le peintre sur verre Jacob Wechtlin, peut-être un de ses frères.

## Illustrations de livres
Ses illustrations de livres les plus connues à son époque sont 135 gravures sur bois de l'édition 1502 de l'Énéide de Virgile de Sébastien Brant, « peut-être les illustrations de livres les plus influentes jamais produites en Europe », bien que son attribution ne soit pas universellement acceptée. C'est le premier ouvrage de Virgile imprimé avec des illustrations. Ces compositions encombrées conservent de nombreuses caractéristiques gothiques, comparées par exemple aux illustrations peintes antérieurement de Sandro Botticelli pour Dante Alighieri. Elles ont été copiées dans de nombreuses autres éditions de livres et environ trente ans plus tard dans une célèbre série de plaques en émail de Limoges par le Maître de l'Énéide, l'une des nombreuses œuvres dérivées de ce type.
Les gravures sur bois aujourd'hui plus connues sont celles pour Hans von Gersdorff (1455-1529) Feldtbuch der Wundartzney (littéralement Recueil des types de plaies, 1517), un manuel pour chirurgien militaire. Celles-ci ont parfois été coloriées à la main, mais sont imprimées en noir et blanc. Son frontispice pour l'édition de 1526, réalisé alors que Hans Wechtlin a probablement la quarantaine, est la dernière trace connue de lui. Il ne doit pas être confondu avec Hans Weiditz, autre graveur sur bois strasbourgeois de l'époque.